# Christine Beaulieu
Pour les articles homonymes, voir Beaulieu.
Christine Beaulieu, née le 14 octobre 1981 à Pointe-du-Lac (désormais un district de Trois-Rivières), est une actrice et dramaturge québécoise.

## Biographie
Diplômée de l'École de théâtre du Cégep de Saint-Hyacinthe en 2003, Christine Beaulieu fait ses débuts professionnels la même année au Théâtre du Nouveau Monde à l'occasion du programme Molière en plein air. Elle fait alors partie de la distribution de Le Médecin malgré lui. Entre 2004 et 2007, elle interprète plusieurs petits rôles dans des séries à succès de Radio-Canada, dont L'Auberge du chien noir et Les Invincibles. Pendant cette période, elle continue de faire sa place sur les planches montréalaises et comme figurante au cinéma.
En 2009, elle tourne dans deux films français, ses premiers rôles parlés au grand écran, Romaine par moins 30 et L'Instinct de mort.
Elle se fait connaître du grand public dans la télé-série Virginie diffusée de 2007 à 2010. Son premier vrai succès populaire n'arrive que lorsqu'elle interprète Roxanne dans le film Le Mirage de Ricardo Trogi. Son interprétation de l'idéal féminin du personnage campé par Louis Morissette est remarquée par la critique[réf. nécessaire] et lui vaut une nomination comme meilleure actrice de soutien au 18e gala du cinéma québécois.
En 2016, J'aime Hydro, sa première œuvre comme dramaturge, est présentée au Festival TransAmériques. Le succès est tel qu'elle présente la pièce l'année suivante à l'Usine C, puis au festival Juste pour rire. J’aime Hydro a été publiée aux éditions Atelier 10 en 2017.
Dans L'Œil du cyclone, sur Radio-Canada, elle incarne le rôle principal d'une mère de trois enfants séparée mais en bonne relation avec son ex-mari.
Lors de l'émission 1res fois, elle admet être en relation depuis huit ans avec l'acteur Roy Dupuis, rencontré lors du tournage du film Ceci n'est pas un polar. Le couple avait tourné auparavant ensemble en 2008 dans L'Instinct de mort.

## Filmographie
Sauf indication contraire, les informations mentionnées dans cette section peuvent être confirmées par les bases de données cinématographiques  présentes dans la section « Liens externes ».

### Cinéma
- 2009 : Romaine par moins 30 d'Agnès Obadia : Sophie
- 2009 : L'Instinct de mort de Jean-François Richet : Lizon
- 2010 : Jaloux de Patrick Demers : Nancy
- 2011 : Enfin l'automne de Patrick Boivin : Maude
- 2012 : Deux Jours et demi de Pablo Diconca : la princesse
- 2012 : Camion de Rafaël Ouellet : Marion
- 2012 : La Mise à l'aveugle de Simon Galiero : Julie
- 2014 : Ceci n'est pas un polar de Patrick Gazé : Marianne
- 2015 : Le Mirage de Ricardo Trogi : Roxanne
- 2016 : Embrasse-moi comme tu m'aimes d'André Forcier : la mère
- 2016 : Mon dernier été de Paul-Claude Demers
- 2019 : Les Fleurs oubliées d'André Forcier – Mathilde Gauvreau
- 2020 : Un jour de fête de Philippe Arsenault : la mère
- 2021 : Nouveau-Québec de Sarah Fortin : Sophie
- 2021 : Norbourg de Maxime Giroux : Anne-Marie Boisvert
- 2022 : Les Tricheurs de Louis Godbout : Florence Nadi
- 2023 : Frontières de Guy Édoin : Carmen Messier
- 2024 : La Fonte des glaces de François Péloquin (en) : Louise Denoncourt
- 2024 : Le Cyclone de Noël d'Alain Chicoine : Isabelle Gagnon[4]

### Télévision
- 2004 : 3X Rien : danseuse pièce de théâtre
- 2004 : La Vie rêvée de Mario Jean : Anaïs
- 2004-2006 : Vice caché : Julie
- 2005 : L'Auberge du chien noir : Linda Paradis
- 2005 : Smash : Ariane
- 2005 : Les Invincibles : Julie
- 2005-2008 : Les Pieds dans la marge : Tricia / Cindy
- 2006 : Chambre no. 13 : Sophie
- 2007-2010 : Virginie : Véronique Gagnon
- 2010 : C.A. : Marie-Pierre
- 2012 : Dictature affective : Hélène
- 2013 : Ces gars-là : Stéphanie
- 2014 : Les Gars des vues : Tanya
- 2014-2015 : La Théorie du K.O. : Danielle
- 2015 : Marche à l'ombre : Vicky
- 2015 : Mon ex à moi : Maéva
- 2015 : Blue Moon : Louise Beaugrand
- 2015 : Boomerang : Sonia Blanchet
- 2016 : Ruptures : Andréa
- 2016 : Les Pêcheurs : Carole Potvin
- 2016 : Victor Lessard : Josée
- 2016-2019 : Lâcher prise : Josiane
- 2016 : Web Thérapie : Valérie
- 2016 : Délateurs : Karla Homolka
- 2017 : District 31 : Geneviève Allaire, sergent-détective
- 2018 : Hubert et Fanny : Frédérique Desjardins
- 2018-2019 : Max et Livia : Christine
- 2019 : Cerebrum : Simone Vallier
- 2021 : L'Œil du cyclone : Isabelle Gagnon

## Théâtre
- 2012 : Le Médecin malgré lui (Théâtre du Nouveau Monde) : Martine
- 2012 : Texas (Champ gauche) : Teri
- 2012 : Au moment de sa disparition (Théâtre Le Clou) : Soyal
- 2012 : Vie et Mort du Roi Boiteux (Espace Libre) : Sandy Sparks
- 2012 : Les Points tournants (Théâtre La Licorne) : Mirren
- 2012 : L'Amour à trois (Cornemuse) (Espace Libre) : Ana
- 2012 : Où tu vas quand tu dors... (Carrefour international de théâtre de Québec) : La veuve
- 2012 : La Mort de Kubrick (Champ gauche) : Christiane / Vivian
- 2012 : Ce moment-là (Théâtre La Licorne) : Ruth
- 2012-2014 : Seeds/Grains (Centaur Theatre) : L'auteure
- 2013-2017 :  La fureur de ce que je pense (Espace Go) : Nelly Arcan
- 2015-2019 : J'aime Hydro (Porte Parole) : Christine ('également auteure')
- 2015 : Selfie (Théâtre d'aujourd'hui) : Femme

## Publications
- J'aime Hydro, éditions Atelier 10, 2017 - d'après sa pièce de théâtre J'aime Hydro

## Distinctions
- 2017 : Prix Michel-Tremblay du meilleur texte dramatique créé à la scène pour J'aime Hydro[5]
- 2018 : Prix des nouvelles voix de la littérature du Salon du livre de Trois-Rivières[6] pour son ouvrage J'aime Hydro
- 2020 : Prix Artiste pour la Paix
- 2020 : Prix Gémeaux de l'« Actrice de soutien comédie » dans Lâcher prise (saison 4)
- 2020 : Bayard de la Meilleure interprétation dans un court-métrage lors du Festival international du film francophone de Namur pour Un jour de fête
- 2021 : Prix Gémeaux du « Meilleur premier rôle féminin dans une comédie »[7]
- 2023[8]: Prix Gémeau pour le meilleur premier rôle: comédie ou comédie dramatique pour L'Œil du cyclone